# Denver Challenger
Il Denver Challenger è stato un torneo professionistico di tennis giocato su campi in cemento. Faceva parte dell'ATP Challenger Series e k'unica edizione si è disputata nel 1998 a Denver, negli Stati Uniti. Tra il 2000 e il 2000 e il 2004 si terranno in città le tre edizioni del Colorado Tennis Classic, altro torneo del circuito Challenger.

## Albo d'oro

### Singolare
| Anno | Campione     | Finalista    | Punteggio     |
| ---- | ------------ | ------------ | ------------- |
| 1998 | Takao Suzuki | Justin Bower | 6–3, 4–6, 6–4 |

### Doppio
| Anno | Campioni                  | Finalisti                | Punteggio |
| ---- | ------------------------- | ------------------------ | --------- |
| 1998 | Michael Hill Glenn Weiner | Justin Bower Troy Budgen | 7–6, 6–4  |